# شهریارک مارکیزی
شهریارک مارکیزی (نام علمی: Pomarea mendozae) نام یک گونه از سرده شهریارک‌های سیاه است.